# Contagem de votos do Colégio Eleitoral dos Estados Unidos em 2025
A contagem dos votos do Colégio Eleitoral durante uma sessão conjunta do 119.º Congresso dos Estados Unidos, conforme a Lei de Contagem Eleitoral e a Lei de Reforma da Contagem Eleitoral e Melhoria da Transição Presidencial de 2022, em 6 de janeiro de 2025, foi o passo final que confirmou a vitória do presidente eleito Donald Trump nas eleições presidenciais de 2024 contra Kamala Harris.
Harris foi a primeira vice-presidente em exercício desde Al Gore em 2001 a certificar uma eleição presidencial na qual foi candidata perdedora.

## Contexto

### Colégio Eleitoral
O Colégio Eleitoral dos Estados Unidos é um grupo de eleitores que se reúne a cada quatro anos para eleger formalmente o presidente e o vice-presidente do país. De acordo com o Segundo Artigo da Constituição, cada estado designa eleitores, sendo o número deles igual ao da delegação congressista (senadores e representantes) de cada estado. Para vencer, um candidato precisa obter a maioria absoluta de 270 votos eleitorais dos 538 disponíveis. Se nenhum candidato atingir essa maioria, a eleição do presidente é decidida pela Câmara dos Representantes, e a do vice-presidente pelo Senado, conforme estipulado pela 12ª Emenda.
Após a eleição, cada estado envia ao Congresso dois documentos: o certificado de determinação (certificate of ascertainment), que identifica os eleitores do estado e registra a contagem dos votos populares, e o certificado de votos (certificate of vote), que contém os votos dos eleitores. Estes documentos são encaminhados ao Congresso, onde ocorre uma sessão conjunta em 6 de janeiro do ano seguinte à eleição para contar os votos eleitorais. Durante essa sessão, se ambas as casas do Congresso (Câmara e Senado) aceitarem uma objeção à certificação de votos de um estado, esses votos podem ser rejeitados. Caso não haja objeções ou todas as objeções sejam descartadas, os votos do estado são incluídos na contagem oficial.
Após a contagem, o presidente da sessão proclama o resultado final, declarando o vencedor da eleição para presidente e vice-presidente, o que formaliza o processo e encerra a sessão. O resultado é então registrado nos diários do Senado e da Câmara.

### Mudanças legislativas
Em 23 de dezembro de 2022, o 117.º Congresso aprovou a Lei de Reforma da Contagem Eleitoral e Melhoria da Transição Presidencial. O presidente Joe Biden sancionou a lei seis dias depois. Antes dessa lei, qualquer senador poderia contestar o voto eleitoral; com a nova legislação, é necessário o apoio mínimo de um quinto dos senadores para levantar uma objeção. O processo de contagem de votos do Colégio Eleitoral de 2025 será o primeiro a ser regido por essa lei.

### Equipes de transição presidencial
Antes das eleições presidenciais, os candidatos devem planejar a continuidade do governo caso venham a assumir o cargo. Em agosto de 2024, Harris escolheu Yohannes Abraham para liderar sua equipe de transição presidencial, enquanto Trump nomeou Howard Lutnick e Linda McMahon como copresidentes de sua equipe de transição presidencial.

### Preparativos de segurança
Em 11 de setembro de 2024, o Departamento de Segurança Interna designou a contagem de votos como um Evento Nacional de Segurança Especial.
Antes das eleições de novembro, os democratas no Comitê de Administração da Câmara, responsável pela supervisão das leis eleitorais federais, planejaram como lidariam com uma possível tentativa de obstrução por parte dos republicanos.

### Listas de eleitores
Algumas pessoas que haviam se voluntariado como eleitores falsos em 2020 foram nomeadas para servir como eleitores legítimos de Trump, caso ele vencesse certos estados em 2024. Em outubro de 2024, havia seis desses eleitores em Michigan, cinco na Pensilvânia, dois em Nevada e um no Novo México.

### Votação do Colégio Eleitoral
O Colégio Eleitoral votou em 17 de dezembro de 2024. Todos os eleitores votaram conforme o prometido, e não houve eleitores infiéis.

## Sessão Conjunta do Congresso
Uma sessão conjunta do Congresso foi convocada às 13h (horário do leste dos EUA) em 6 de janeiro de 2025, presidida pela vice-presidente Harris, onde os votos dos eleitores estaduais foram formalmente certificados no plenário da Câmara dos Representantes. A certificação não enfrentou objeções por parte de nenhum membro do Congresso e não foi sujeita a restrições irregulares, estando, notavelmente, na presença do vice-presidente eleito J. D. Vance, entre outros. Todos os 435 membros da Câmara estiveram presentes durante a certificação.